# Hevea nitida
Hevea nitida är en törelväxtart som beskrevs av Carl Friedrich Philipp von Martius och Johannes Müller Argoviensis. Hevea nitida ingår i släktet Hevea och familjen törelväxter.

## Underarter
Arten delas in i följande underarter:
- H. n. nitida
- H. n. toxicodendroides